# Amphineurus (Amphineurus) flexuosus
Amphineurus (Amphineurus) flexuosus is een tweevleugelige uit de familie steltmuggen (Limoniidae). De soort komt voor in het Australaziatisch gebied.